# El mundo de Indie
El mundo de Indie es un programa de televisión canadiense que ha transmitido en YTV. El personaje principal es una chica de 13 años de edad Indo-Canadiense llamada Indira "Indie" Mehta. El programa es una serie de una sola cámara es para un público juvenil. La serie fue creada por Vera Santamaria, John May, y Suzanne Bolch. La serie duró dos temporadas y se emitió su episodio final el 24 de octubre de 2011 en YTV en Canadá, el 26 de mayo de 2012 en Disney Channel en el Reino Unido y el 30 de junio de 2010 en Boomerang en Latinoamérica.

## Argumento
El programa sigue el viaje de Indie mientras trata de sacar el máximo provecho de la vida a pesar de las tribulaciones de la escuela secundaria y las expectativas de sus padres indios. Ella se une a sus dos mejores amigos Marlon Parks y Abigail "Abi" Flores. A menudo se cae en la trampa de preocuparse más por lo que sus compañeros piensan de ella que quien quiere ser ella misma, y por lo tanto pasa mucho tiempo tratando de impresionar a sus compañeros de clase. Al no centrarse en Indie, el espectáculo se centra en Marlon y Abi. Un episodio dado generalmente mostrará payasadas estrafalarios de Marlon meterlo en una situación problemática. Abi tendrá que ayudar a sacar a él, que ella de buena gana lo hace, sintiendo compasión de él. A veces, sin embargo, se intercambian los roles como Marlon trata de jugar que se enfríe.

## Personajes

### Principales
- Melinda Shankar como Indira "Indie" Mehta, el personaje principal de la serie. Un adolescente alegre y vivaz, es una nueva generación de la India y es muy moderno, que a menudo choca con sus padres.

- Merlin Yan como Abigail "Abi" Flores, la mejor amiga de Indie. Abi es muy inteligente, estar siempre ahí para conseguir Indie y Marlon Parques fuera de problemas.

- Dylan Everett como Marlon Parks, amigo problemático de Indie. Él suele aprovecharse de Abi que le ayudara a salir del paso .

- Sarena Parmar como Chandra Mehta, la hermana mayor de Indie. A ella le gusta estar en el centro de atención y superar a su hermana y su hermano, por lo general es más bien egoísta y la venta de sus hermanos a salirse con la suya. Chandra está muy familiarizado con las expectativas y los valores tradicionales de sus padres, a menudo la búsqueda de formas a su alrededor con mayor facilidad que Indie. De vez en cuando ofrece asesoramiento sonido Indie.

- Varun Saranga como A.J. Mehta, el hermano mayor de Indie. Él es el único inteligente en la familia, pero es conocido como un geek en la escuela.

- Ellora Patnaik como Jyoti Mehta, la madre de Indie. Ella es muy tradicional, por lo general a favor de Chandra para ser capaz de impresionar a sus familiares.

- Vijay Mehta como Vikram Mehta, el padre de Indie .

- Errol Sitahal como Prakash Mehta, abuelo paterno de Indie, conocido familiarmente como "Babaji".

### Recurrentes
- Shainu Bala como Ram Ramachandran

- Nikki Shah como Ruby Patel

- Atticus Dean Mitchell como Carlos Martinelli

- Deborah Glover como la Sra. Roland

- Jordan Hudyma como Chad Tash (Temporada 1 y 2)

- Ted Ludzik como Entrenador Wexler

- Alex De Jordy como Mike O'Donnell (Temporada 1)

- Georgina Reilly como Skye Rivers (Temporada 1)

- Jason Jia como John Lu (Temporada 1)

- Cassius Crieghtney como Dre (Temporada 2)

- Timoteo Lai como Aidan (Temporada 2)

- Max Topplin como Madison

## Episodios
| Temporada | Temporada | Episodios | Estreno Original      | Estreno Original      | Estreno Latinoamérica | Estreno Latinoamérica   |
| Temporada | Temporada | Episodios | Inicio                | Final                 | Inicio                | Final                   |
| --------- | --------- | --------- | --------------------- | --------------------- | --------------------- | ----------------------- |
|           | 1         | 26        | 2 de octubre de 2009  | 13 de mayo de 2010    | 20 de junio de 2010   | 15 de diciembre de 2010 |
|           | 2         | 26        | 11 de octubre de 2010 | 24 de octubre de 2011 | 13 de mayo de 2011    | 2 de octubre de 2011    |

## Producción
El show es producido por Heroic Film Company en asociación con DHX Media y YTV y creado por la escritora Vera Santamaria Suzanne Bolch y John May. La primera temporada filmó 26 episodios veinticinco minutos y primero se estrenó el 2 de octubre de 2009. El espectáculo era una parte de YTV 'Gran diversión entre semana'. Una segunda temporada comenzó a rodarse en verano de 2010, lanzando cinco episodios y se reanuda el rodaje en noviembre de 2010. La segunda temporada se estrenó el 11 de octubre de 2010.